# La Punition (roman)
Pour les articles homonymes, voir La Punition.
La Punition est le deuxième tome de la trilogie d'Anne Rice Les Infortunes de la Belle au bois dormant.

## Résumé
Après s'être fait prendre comme esclave au château par le prince, la belle désire partager le sort du prince dont elle est tombée follement amoureuse. Elle provoque le courroux de la reine qui décide de l'envoyer au 'Village'. C'est dans ce lieu, dont la simple évocation fait frémir tous les esclaves, qu'elle va être vendue aux enchères. Là, les sommets de la souffrance, du plaisir sexuel et en même temps de l'humiliation qu'elle va atteindre, sous la férule de ses nouveaux maîtres qu'elle apprendra à aimer et à haïr en même temps, n'auront d'égal que l'intense et trouble plaisir qu'elle tirera de sa condition infamante. Son amour Tristan aura droit à un tout autre apprentissage avec son propre maître... Ils en reviendront tous deux changés à jamais.